# Gerald Brockhurst
Gerald Leslie Brockhurst, né le 31 octobre 1890  à Edgbaston (un quartier de Birmingham), et mort le 4 mai 1978 à Franklin Lakes (un borough dans l'État du New Jersey), est un artiste peintre et un aquafortiste britannique.

## Biographie
Gerald Leslie Brockhurst est né le 31 octobre 1890 à Edgbaston.
Il rejoint la Birmingham School of Art (en) à l'âge de douze ans. En 1907, il entre à la Royal Academy Schools de Londres, obtenant entre autres comme récompenses, la médaille d'or et une bourse de voyage en 1913 ; celle-ci lui permet de se rendre à Paris et en Italie, où il étudie les œuvres des peintres italiens du XVe siècle. Piero della Francesca et Léonard de Vinci ont eu une influence importante sur lui.
En 1949, il devient citoyen américain.
Il est mort le 4 mai 1978 à Franklin Lakes.